# ビバ!シバ!
グランド・ショー『ビバ!シバ!』は宝塚歌劇団によって制作された舞台作品。月組公演。24場。作・演出は草野旦。併演作品は『南の哀愁』。

## 公演期間と公演場所
- 1988年5月13日 - 6月28日　宝塚大劇場[1]
- 1988年8月4日 - 8月30日　東京宝塚劇場[2]

## 解説
※宝塚100年史の宝塚大劇場公演を参考にした。
舞踊神「シバ」のイメージを現代の世界に持ち込んで、今もあらゆる所で輝き踊る「シバ」の化身たちの姿を、美しく、楽しく、エキサイティングに表現したショー。

## スタッフ
※氏名の後ろに「宝塚」「東京」の文字がなければ両劇場共通。
- 作曲・編曲：寺田瀧雄・高橋城
- 音楽指揮：橋本和明（宝塚）、北沢達雄（東京）
- 振付：羽山紀代美・山田卓・名倉加代子・家城比呂志
- 装置：大橋泰弘
- 衣装：任田幾英
- 照明：今井直次
- 小道具：万波一重
- 効果：林康彦
- 音響監督：松永浩志
- 演出助手：石田昌也・谷正純
- 舞台進行：西原徳充
- 制作：飯島健
- 製作担当：柏原正一（東京）

## 配役
※下記のデータは宝塚・東京共通。
- キング・シバ、スーパー・シバ、プリーチャーマン - 剣幸
- シバ神、カダル女S、クィーン・シバ - こだま愛
- シバ神、ナビー、カダル男、ブッタ - 桐さと実
- シバ神、ナビー、カダル女、青年 - 郷真由加
- シバ神、シバ・マリヤ、シンガー - 春風ひとみ
- シバ神、エンジェル、シンガー - 涼風真世
- ハッジ姫、キッズ - 朝凪鈴
- キッズ - 若央りさ・久世星佳
- スコルピオS、キッズ - 檀ひとみ